# La dichiarazione di Randolph Carter
La dichiarazione di Randolph Carter (The Statement of Randolph Carter) è un racconto horror dello scrittore statunitense  Howard Phillips Lovecraft. Scritto nel dicembre 1919, fu pubblicato nel maggio 1920 sulla rivista The Vagrant. Esso appartiene al ciclo di racconti aventi come protagonista il personaggio di Randolph Carter e, come molti racconti lovecraftiani, trova la sua origine in un sogno dello scrittore.

## Trama
Il racconto viene narrato in forma di flashback: Randolph Carter, dopo essere stato interrogato in merito alla sparizione di un suo amico, decide di mettere per iscritto la sua deposizione, pur sapendo che non verrà creduto. Nella sua testimonianza, Carter racconta di essersi diretto con l'amico Warren in un antichissimo cimitero, per un motivo che non ricorda più. 
Dopo aver trovato una scalinata di pietra che scende nel sottosuolo nascosta sotto una pesante lastra di pietra, Warren dice all'amico di dover scendere da solo, in quanto le cose che dovrà vedere e affrontare potrebbero facilmente privare il fragile Carter della pace e della sanità mentale. Pur controvoglia, Carter acconsente a restare in superficie, tenendosi in contatto con Warren mediante un'apparecchiatura telefonica. Dopo una lunga discesa, ad un certo punto, Warren urla a Carter di scappare, dicendo che ormai è tutto perduto e che la colpa è solo sua; Carter, tuttavia, non vuole abbandonare Warren, così si prepara a scendere nel sottosuolo. Warren lo esorta invece a scappare, fino a che Carter non riesce più a sentire la sua voce. Dopo aver continuato a chiamare il nome di Warren senza risposta, ad un certo punto Carter sente il rumore di qualcuno che prende il ricevitore ed esclama, con una voce non umana, "Idiota: Warren È MORTO!".